# Нарижный, Девид Юрьевич
Девид Юрьевич Нарижный (род. 11 октября 1999, Харьков) — российский фигурист, выступающий в танцах на льду с Ириной Хаврониной. Они — двукратные бронзовые призеры чемпионата России (2024, 2025), бронзовые призёры финала Кубка России (2024).
До 2022 года выступал с Елизаветой Шанаевой, с которой они стали бронзовыми призёрами чемпионата мира среди юниоров (2020) и бронзовыми призёрами юниорского финала Гран-при (2019-2020), а также победителями юниорских этапов Гран-при во Франции (2019) и России (2019), серебряными призерами юниорского этапа Гран-при в Словакии (2018) и победителями Первенства России среди юниоров (2020).
Мастер спорта России (2022).

## Биография
Родился 11 октября 1999 года в Харькове. Его родители Елена Пяташ и Андрей Пенкин — также фигуристы, продолжительное время выступали в ледовых шоу. Под их руководством встал на коньки во время их пребывания в Англии. Со временем вместе с родителями переехал в Москву, где стал заниматься танцами на льду под руководством Екатерины Рублёвой.
В 2016 году образовал танцевальный дуэт с Елизаветой Шанаевой. Тренерами спортсменов стали Ирина Жук и Александр Свинин.
В 2018 году дуэт Шанаевой и Нарижного занял 2 место на этапе юниорского Гран-при в Братиславе, 4 место на этапе в Ереване, а в следующем году становился победителем этапов юниорского Гран-при в Куршевеле и Челябинске, а также занял 3 место в финале юниорского Гран-при в Турине. На национальном уровне спортсмены заняли 12 место на первенстве России среди юниоров в 2018 году, 4 место — в 2019, а в 2020 году они стали победителями первенства. Тогда же, в 2020 году, заняли 3 место на чемпионате мира среди юниоров, прошедшем в Таллине. В начале 2021 года стали серебряными призёрами первенства России среди юниоров.

### Сезон 2021—2022
Осенью 2021 года дебютировали на взрослом этапе Гран-при — Skate Canada 2021, где набрали 160,66 балла и заняли 9 место.
В декабре 2022 года Шанаева и Нарижный выступили на своём первом взрослом чемпионате России в Санкт-Петербурге, заняв восьмое место в ритм-танце, пятое в произвольном танце и пятое место в общем зачёте. По итогам этих соревнований пара вошла в расширенный состав сборной России на XXIV Олимпийские игры и готовилась в качестве запасных на предолимпийском сборе в Красноярске. Однако вскоре пара распалась, и Нарижный начал тренироваться с Аннабель Морозов.

### Сезон 2022—2023
Морозов и Нарижный осенью 2022 года выиграли 2 этапа Кубка России — в Москве и Казани. После этого дуэт распался, и Нарижный встал в пару с Ириной Хаврониной. Тренером нового дуэта стал Денис Самохин.

### Сезон 2023—2024
Хавронина и Нарижный приняли участие в этапах Кубка России в Уфе и Самаре, где оба раза завоёвывали 2 место.
В декабре 2023 года участвовали в чемпионате России в Челябинске. Дуэт набрал 198,90 балла и занял 3 место. Также стали бронзовыми призёрами финала Кубка России (Спартакиады), состоявшегося в феврале 2024 года в Магнитогорске.

### Сезон 2024—2025
Осенью 2024 года Хавронина и Нарижный участвовали в этапах Кубка России в Магнитогорске и в Москве, где оба раза занимали 2 место.
На прошедшем в Омске чемпионате России спортсмены вновь заняли 3 место. Остаток сезона дуэт пропустил из-за травмы партнёра.
В июне 2025 года пара начала тренировки под руководством Александра Жулина.

## Спортивные результаты

### С Ириной Хаврониной
| Соревнование                | 23/24        | 24/25        |
| Национальные                | Национальные | Национальные |
| --------------------------- | ------------ | ------------ |
| Чемпионат России            | 3            | 3            |
| Финал Кубка России          | 3            |              |
| Этапы Кубка России. I этап  | 2            | 2            |
| Этапы Кубка России. IV этап |              | 2            |
| Этапы Кубка России. V этап  | 2            |              |

### С Аннабель Морозов
| Соревнование                | 22/23        |
| Национальные                | Национальные |
| --------------------------- | ------------ |
| Этапы Кубка России. I этап  | 1            |
| Этапы Кубка России. IV этап | 1            |

### С Елизаветой Шанаевой
| Соревнование                        | 17/18         | 18/19         | 19/20         | 20/21         | 21/22         |
| Международные                       | Международные | Международные | Международные | Международные | Международные |
| ----------------------------------- | ------------- | ------------- | ------------- | ------------- | ------------- |
| Skate Canada                        |               |               |               |               | 9             |
| Национальные                        |               |               |               |               |               |
| Чемпионат России                    |               |               |               |               | 5             |
| Первенство России среди юниоров     | 12            | 4             | 1             | 2             |               |
| Международные среди юниоров         |               |               |               |               |               |
| Чемпионат мира среди юниоров        |               |               | 3             |               |               |
| Финал юниорского Гран-при           |               |               | 3             |               |               |
| Этапы юниорского Гран-при. Словакия |               | 2             |               |               |               |
| Этапы юниорского Гран-при. Армения  |               | 4             |               |               |               |
| Этапы юниорского Гран-при. Франция  |               |               | 1             |               |               |
| Этапы юниорского Гран-при. Россия   |               |               | 1             |               |               |